# Hathrometra prolixa
Hathrometra prolixa är en sjöliljeart. Hathrometra prolixa ingår i släktet Hathrometra och familjen fjäderhårstjärnor. Inga underarter finns listade i Catalogue of Life.